# Anýzovka

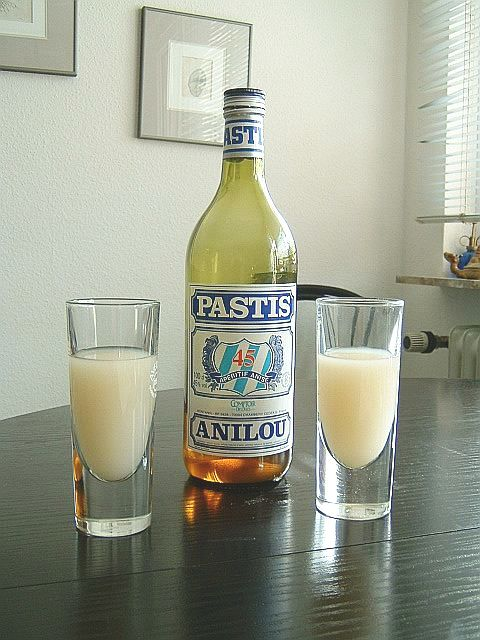
Láhev Pastisu.

Anýzovka je obvykle čirý alkoholický nápoj jantarové barvy. Anýzové nápoje jsou vyráběny většinou na bázi badyánu, jehož éterické oleje se zkvasí s cukrem a projdou destilací. Poté jsou přimíchány extrakty z různých bylin (např. máty, meduňky) a neutrální alkohol.

## Nejznámější verze anýzových nápojů
- Pastis (Francie)
- Raki (Turecko)
- Ouzo (Řecko)
- Sambuca (Itálie)
- Mastika (Bulharsko)
- Arak (Blízký východ)